# جمهور (بعبدا)
الجمهور هي إحدى القرى اللبنانية من قرى قضاء بعبدا في محافظة جبل لبنان.
تبعد الجمهور 12 كيلومترا عن بيروت عاصمة لبنان. وترتفع 280 مترا عن سطح البحر.